# Соф'ян Хабір
Соф'ян Хабір (фр. Sofiane Khabir, нар. 10 липня 1964) — туніський футболіст, що грав на позиції воротаря. 

## Клубна кар'єра
На клубному рівні захищав кольори «Сфаксьєна». 

## Виступи за збірну
1997 року дебютував в офіційних матчах у складі національної збірної Тунісу. Той матч виявився для Соф'яна єдиним у футболці національної команди.
У складі збірної поїхав на Кубок африканських націй 1998 року у Буркіна Фасо. Проте на турнірі не зіграв жодного поєдинку.